# Rückschubdoppelplatte
Rückschubdoppelplatten (Abkürzung: RDP, auch Sander III Apparatur) sind ein kieferorthopädisches Gerät (Zahnspange) zur Behandlung von Mesialbisslagen (Progenie) im Kindesalter, vorzugsweise beginnend im frühen Wechselgebiss vor dem neunten Lebensjahr.
Sie wurden Mitte der 1990er Jahre von Franz Günter Sander in Ulm entwickelt. Genau genommen handelt es sich bei Rückschubdoppelplatten um aktive Platten mit einer besonderen Zusatzausstattung, bestehend aus:
- einem Paar Sporne, die aus der oberen Platte in anatomischem Winkel abwärts ragen

- einem Paar verstellbare Widerlager an der Innenseite der unteren Platte, die im Mund hinter den Spornen zu liegen kommen.

## Anwendung
Das technische Problem besteht darin, dass ein Rückschub des Unterkiefers nur kleinschrittig möglich ist, anders als ein Vorschub (diverse Vorschubdoppelplatten gegen Unterkiefer-Rücklagen sind altbekannt). Es wird bei der RDP dadurch gelöst, dass die Widerlager für die Sporne über Schraubgewinde stufenlos in der Platte vorgeschraubt werden können. Dadurch wird der Unterkiefer ihres Trägers nach und nach gegen die Sporne zurückgeschoben. Zugleich übertragen die Sporne eine reziproke, vorwärts gerichtete Kraft auf die obere Platte. Die Patienten(-eltern) können den Rückschub nach Anleitung des Kieferorthopäden auch selbst nachstellen, wobei die Zeitintervalle so anzupassen sind, dass die Kieferknochen und -gelenke nicht überfordert werden.
Um der RDP genug Verankerung zu geben, sind ausgewachsene erste Molaren (6er) abzuwarten. Weil an der RDP höhere Kräfte auftreten als an ungekoppelten aktiven Platten, sind zusätzliche Halteklammern an weiteren Zähnen ratsam. Soll eine Frühbehandlung schon im Milchgebiss begonnen werden, bieten konfektionierte Trainer (z. B. der Schienenaktivator) bis dahin den Vorteil, unabhängig von Haltezähnen zu sein.

## Wirkungsnachweis
Eine signifikante skelettale Wirkung auf den Oberkiefer, ähnlich der von extraoralen Kräften, wurde nachgewiesen. Dabei zeigte sich keine Vergrößerung der vertikalen Gesichtshöhe (Öffnung des Bisses), die kontraproduktiv wäre. Die Wirkung auf den Unterkiefer war weniger deutlich und schwächer.
Somit wird die RDP für solche Kieferanomalien des progenen Formenkreises empfohlen, die mehr durch unterentwickelten Oberkiefer bedingt sind als durch insbesondere erblich überentwickelten Unterkiefer. Sie äußern sich oft mit einem frontalen oder bei Schmalkiefer auch seitlichen Kreuzbiss. In diesem Fall kann die RDP mit einer Expansionsschraube oder dreigliedrigen Bertonischraube bestückt werden. Eine Federdehnschraube wird empfohlen, um den Oberkiefer zügig deutlich zu verbreitern.
Somit bietet die RDP unter Nutzung der Mundmuskelkräfte eine Alternative zur Anwendung extraoraler Kräfte (z. B. Delaire-Maske, Kopf-Kinn-Kappe), die für die Kiefergelenke nicht ungefährlich sind, und zugleich zu einer begleitenden oder vorbereitenden Gaumennahterweiterung (feste Apparatur).
Nach Erreichen einer normalen Verzahnung kann die RDP zur Retention (Vermeidung eines Rückfalls) nächtlich weitergetragen werden.